# Massacre de Višegrad
Le massacre de Višegrad est une série de tueries de masse commises envers des civils bosniaques, en grande majorité musulmans, de la ville et de la municipalité de Višegrad au cours du nettoyage ethnique de l'Est de la Bosnie par la police et les forces militaires serbes au cours du printemps et de l'été 1992, au début de la guerre de Bosnie-Herzégovine.
Selon les documents du Tribunal pénal international pour l'ex-Yougoslavie (TPIY), 3 000 Bosniaques furent tués à Višegrad et ses environs au cours de ces évènements, dont 600 femmes et 119 enfants,. Selon le TPIY, Višegrad a été l'objet de l'« une des campagnes les plus complètes et impitoyables de nettoyage ethnique au cours du conflit bosniaque ». Selon l'ONG Centre de Recherche et de Documentation de Sarajevo, 1 661 Bosniaques furent tués ou portés disparus à Višegrad.
Le massacre de Višegrad et les non-dits qui l'entoure sont au cœur de l’intrigue du film dramatique Les Femmes de Visegrad, sorti en 2013.

## Massacres
Le 6 avril 1992, l'Armée populaire yougoslave (JNA) occupe Višegrad après plusieurs jours de combats. Lors de la prise de la ville, ils forment la municipalité serbe de Višegrad et prennent le contrôle de tous les bureaux du gouvernement municipal. Le 19 mai 1992, la JNA s'est officiellement retirée de la ville. Peu de temps après, les Serbes locaux, la police et les paramilitaires ont lancé l'une des campagnes de nettoyage ethnique les plus notoires du conflit, visant à débarrasser définitivement la ville de sa population Bosniaque, en particulier celle de confession musulmane,. Le Parti démocratique serbe au pouvoir déclare que Višegrad est une ville « serbe ». Tous les non-Serbes perdent leur emploi et les meurtres commencent. Les unités paramilitaires serbes (appelées « Aigles blancs » et « Vengeurs », associées à Vojislav Šešelj, chef du Parti radical ultra-nationaliste serbe) attaquent et détruisent un certain nombre de villages bosniaques. Un grand nombre de civils bosniaques non armés de la ville de Višegrad sont tués en raison de leur appartenance ethnique. Des centaines de bosniaques sont tués dans des fusillades aléatoires,. 
À l'exception d'un petit nombre apparemment réduit qui s'échappent, tous les hommes et jeunes bosniaques valides de Višegrad qui n'avaient pas fui la ville sont abattus ou tués d'une autre manière, selon les survivants. Selon le recensement yougoslave de 1991, la municipalité de Višegrad comptait environ 21 000 habitants avant le conflit, 63% de Bosniaques et 33% de Serbes de Bosnie. 
Chaque jour, des hommes, des femmes et des enfants bosniaques sont alors tués sur le pont de la rivière Drina et leurs corps jetés dans la rivière. De nombreux hommes et femmes bosniaques sont arrêtés et détenus à divers endroits de la ville. Les soldats serbes violent des femmes et infligent la terreur aux civils. Le pillage et la destruction de biens bosniaques et croates ont lieu quotidiennement et les deux mosquées de Višegrad sont détruites. Les forces serbes sont également impliquées dans le pillage et la destruction généralisés et systématiques de maisons et de villages bosniaques. 
De nombreux Bosniaques qui ne sont pas tués immédiatement sont détenus à divers endroits de la ville, ainsi que dans l'ancienne caserne militaire de la JNA à Uzamnica, à 5 kilomètres à l'extérieur de Višegrad; certains sont détenus à l'hôtel Vilina Vlas ou dans d'autres lieux de détention de la région. L'hôtel Vilina Vlas sert alors de camp de viol,. Des femmes et des filles bosniaques, dont beaucoup n'ont pas encore 14 ans, sont amenées au camp par des policiers et des membres des groupes paramilitaires les Aigles blancs de Vojislav Šešelj et les hommes d'Arkan. 

### Meurtres sur le pont Mehmed Paša Sokolović
Selon les survivants et le rapport soumis au HCR par le gouvernement bosniaque, la rivière Drina a été utilisée pour jeter de nombreux corps d'hommes, de femmes et d'enfants bosniaques tués autour de la ville et sur le célèbre pont Mehmed Paša Sokolović, ainsi que sur le nouveau. Jour après jour, des camions de civils bosniaques sont emmenés sur le pont et sur la berge par des paramilitaires serbes, puis déchargés, abattus et jetés dans la rivière.
Le 10 juin 1992, Milan Lukić (en) entre dans l'usine de Varda et récupère sept hommes bosniaques à leurs postes de travail. Il les emmène sur la rive de la Drina devant l'usine, où il les aligne. Il les abat à la vue d'un certain nombre de spectateurs, dont l'épouse et la fille de l'une des victimes, Ibrišim Memišević. Les sept hommes sont tués. 
Dans un rapport soumis au HCR en 1993 par le Gouvernement de Bosnie-Herzégovine, il est allégué qu'à une autre occasion, lors du meurtre d'un groupe de 22 personnes le 18 juin 1992, le groupe de Lukić aurait arraché les reins de plusieurs personnes, tandis que les autres étaient attachés à des voitures et traînés dans les rues; leurs enfants ont été jetés du pont et tirés dessus avant de toucher l'eau. 
À l'été 2010, lorsque les eaux du lac Perućac et de la Drina en amont du lac sont abaissées à la suite des travaux d'entretien du barrage de Bajina Bašta, les restes de plus de 300 victimes sont récupérés pour identification.

### Les brûlés vifs de la rue Pionirska et de Bikavac
Le 14 juin 1992, pendant la fête serbe de Vidovdan, un groupe de 70 civils bosniaques, principalement du village de Koritnik, est enfermé dans une maison de la rue Pionirska, à Višegrad. Certaines femmes sont emmenées et violées avant d'être renvoyées à la maison. Une grenade est alors lancée à l'intérieur, tuant certains. La maison est ensuite incendiée et les occupants sont brûlés vifs. 59 personnes sont tuées mais une poignée survit. Tous les survivants encore en vie viendront témoigner devant la Chambre de première instance du TPIY lors du procès des cousins de Milan Lukić,. 
Le 27 juin 1992, environ 70 civils bosniaques sont contraints de se retrouver dans une pièce d'une maison de la colonie de Bikavac, près de Višegrad. Après le vol des captifs, la maison a été incendiée et les occupants ont été brûlés vifs. La Chambre de première instance conclu qu'au moins 60 civils bosniaques avaient été tués. Zehra Turjačanin témoigne au sujet de cet incident:
"Il y avait beaucoup d'enfants dans cette maison, c'est tellement triste '', a déclaré le témoin, ajoutant que le plus jeune enfant avait moins d'un an. La plupart des gens étaient des femmes plus jeunes avec des enfants, et il y avait aussi des hommes et des femmes âgés. Les soldats serbes ont d'abord lancé des pierres sur les fenêtres pour les briser, puis ont lancé des grenades à main. Pendant un certain temps, ils ont tiré sur la foule à l'intérieur de la maison et ils ont mis le feu à la maison. "Les gens étaient brûlés vifs, tout le monde criait; Je ne peux tout simplement pas décrire ce que j'ai entendu alors ", a déclaré le témoin. Lorsque le feu a attrapé ses vêtements, le témoin et une de ses sœurs ont réussi à atteindre la porte, mais celle-ci a été bloquée: une lourde porte de garage en fer avait été placée contre elle de l'extérieur. Cependant, elle a pu en quelque sorte se retirer par une petite ouverture dans la porte; sa sœur est restée à l'intérieur. Alors qu'elle courait vers les maisons du quartier de Mejdan, le témoin a vu des soldats serbes allongés dans l'herbe et buvant. 

### Massacre de Paklenik
Le 14 juin 1992, des dizaines d'hommes bosniaques sont séparés d'un convoi civil organisé quittant Višegrad et sont systématiquement exécutés le lendemain par des soldats de la brigade de l'armée serbe de Bosnie à Višegrad, dans ce qui est devenu le massacre de Paklenik. Une cinquantaine de civils bosniaques sont abattus et leurs corps sont jetés dans un ravin appelé Propast. Le seul survivant, Ferid Spahić, est un témoin clé dans les affaires Mitar Vasiljević (en) et Nenad Tanasković.

### Massacre de Bosanska Jagodina
Le 26 mai 1992, la municipalité dirigée par le SDS organise des bus pour expulser les Bosniaques de Višegrad vers la Macédoine. Près de Bosanska Jagodina, 17 hommes bosniaques sont descendus de l'autobus et assassinés devant des témoins oculaires lors de ce que l'on appelle le massacre de Bosanska Jagodina. Leurs restes sont découverts dans une fosse commune en 2006. On pense que ce crime de guerre a très probablement été commis par le groupe paramilitaire "les Vengeurs" dirigé par Milan Lukić, sous le contrôle de l'armée de la Republika Srpska. 

### Massacre de Barimo
En août 1992, l'armée de la Republika Srpska attaque Barimo, incendie tout le village et les édifices religieux. Au total, 26 civils bosniaques sont tués. Un grand nombre d’entre eux sont des femmes et des enfants. La victime la plus âgée est Halilović Hanka, née en 1900 et la plus jeune est Bajrić Fadila Emir, né en 1980. 

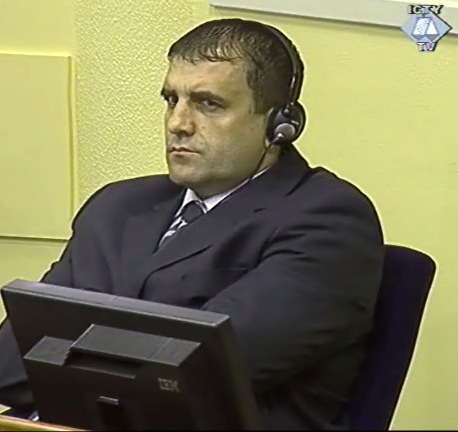
Milan Lukić devant le tribunal du TPIY à La Haye en 2009.

## Le jugement des criminels de guerre
En 1996, Milan Lukić, son cousin Sredoje Lukić et Mitar Vasiljević sont inculpés par le Tribunal pénal international pour l'ex-Yougoslavie (TPIY) à La Haye pour persécution en tant que crime contre l'humanité et « extermination d'un nombre important de civils, dont des femmes, des enfants et des personnes âgées ». Dans sa sentence, le tribunal conclu que Lukić et ses troupes pouvaient avoir tué des milliers de personnes entre 1992 et 1993. 
Le Tribunal de La Haye condamne Mitar Vasiljević à 15 ans pour crimes contre l'humanité.
Le 20 juillet 2009, le TPIY condamne Milan Lukić à la réclusion à perpétuité, et Sredoje Lukić à 30 ans d’emprisonnement pour meurtre et traitement cruel, persécutions pour des raisons politiques, raciales et religieuses, assassinat, actes inhumains et extermination. Le président du tribunal, Patrick Robinson, affirme que les deux hommes ont agi avec « un mépris cynique et vicieux de la vie humaine ».
Boban Šimšić est condamné à 14 ans d’emprisonnement, Nenad Tanasković (8 ans), Željko Lelek (16 ans).
Đorđe Šević est condamné à 15 ans, et Dragutin Dragićević purge une peine de 20 ans, Momir Savić (18 ans), Novo Rajak (14 ans).

## Voir également
- Camp d'Uzamnica
- Massacre de Bijeljina
- Massacre de Glogova (Bratunac)
- Massacre de Srebrenica
- Nettoyage ethnique de Prijedor